# 蔡郭悦娘
蔡郭悦娘（1907年—1993年），出生名為郭悦娘，法號维萨卡·古纳达尔玛，印尼社會活動家、作家。

## 生平
印尼著名作家郭德懷之女。1907年出生於茂物，1922年毕业于茂物卫理公会英文学校，隨後留校教書。1925年與蔡興輝（Tjoa Hin Hoei）結婚，婚後兩人移居巴達維亞（今雅加達），蔡郭悦娘在巴達維亞英文學校教書。1932年與雜誌《小说珍宝》（Moestika Romams）合作，還為《新直报》（Sin TitPo）、《太阳报》（Mata Hari）和《鏡报》（Keng Po）等報刊的婦女副刊寫稿。1934年，蔡郭悦娘擔任雅加達佛教協會秘書，與其父郭德懷創辦的雜誌《达磨宝石》（Moestika Dharma）合作，該刊物主要刊登神秘主義、宗教相關的文章。1935年，辦《婦女月刊》。1930年代，蔡郭悦娘一直積極參加雅加達婦女會（Fu Nu Hui）活動，努力改善婦女權益。1952－1956年，主持報刊《三教文化》（Tri Budajia）。1965年受邀訪華，晚年致力於印尼佛教的發展。